# Stockholms Schacksällskap

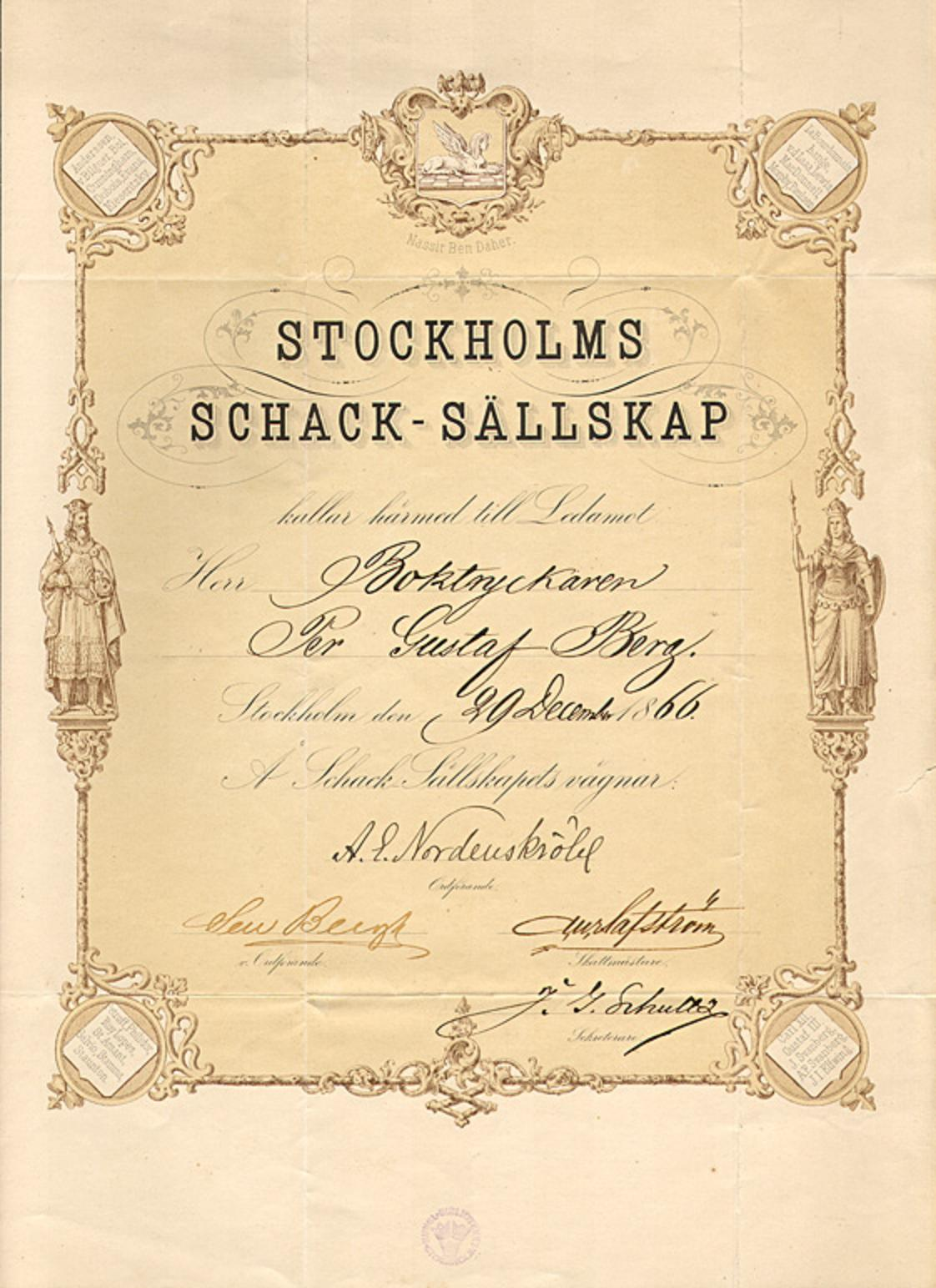
Underskrifter, första styrelsen 1866

Stockholms Schacksällskap är Nordens äldsta schackförening, med oavbruten verksamhet sedan 1866.

## Historik
Sällskapet bildades den 29 december 1866 på Lagergrens kafé i gamla operahuset i Stockholm. Initiativtagare var Johan Schultz, en välkänd schackpublicist med egen schackspalt i en veckotidning. Han blev sällskapets första sekreterare. Till ordförande valdes den kände forskningsresanden och nordpolsfararen, professor A.E. Nordenskiöld. En av de första spellokalerna var La Croix Kafé, som var inrymt i den gamla basarlängan vid Norrbro nedanför Kungliga slottet. Efter invigningen av Berns Salonger spelade man också där i många olika rum. Några av den tidens bästa schackspelare var medlemmar i klubben. Sällskapet och svenska kungahuset har haft en nära relation. Kung Oscar II blev redan 1882 klubbens beskyddare och vid 50-årsjubileet 1916 skickade Gustaf V gratulationstelegram.
Sällskapet hade sin blomstringstid under 1900-talets början. Från och med 20-talet blev aktiviteten lägre och först på 60-talet började Sällskapet på nytt göra sig gällande, bland annat genom seriespel i Stockholms distriktsmästerskap.

## Epoken Collijn
År 1896 blev bröderna Gustaf och Ludvig Collijn medlemmar i klubben. De hade samma år med sin familj gjort en omfattande resa runt Europa där de bland annat besökt schackklubbar och inhämtat det senaste i schackväg. Vid sin entré i Stockholms Schacksällskap ville de reformera och revolutionera det anrika men kanske en aning konservativa Sällskapet. Bland annat ville de att klubben skulle börja delta i tävlingar och arrangera sådana. Dittills hade man spelat utan schackur och partierna kunde hålla på i dagar och veckor. Detta ändrades i och med att bröderna Collijn introducerade schackuret. Vid sekelskiftet anordnades telefonmatcher mellan Stockholm, Göteborg och Uppsala. 
Under Ludvig Collijns ordförandeskap (1904-1939) blomstrade Sällskapet, stockholmsschacket och svenskt schack överhuvudtaget. För att höja spelstandarden på hemmaplan bjöd Ludvig Collijn in utländska stormästare till Sverige. År 1912 vann till exempel ryssen Aljechin en stor internationell turnering som Stockholms Schacksällskap arrangerade i samband med Nordiska Schackförbundets kongress. Samme Aljechin blev några år senare världsmästare.
Bröderna Collijn gav också ut en lärobok i schack, som kommit ut i flera upplagor. Ludvig Collijn har haft en avgörande betydelse för svenskt schack, som schackfrämjare, organisatör och mecenat. 

## Stockholms Schacksällskap i dag
Sällskapet har de senaste åren tagit del av uppsvinget, främst bland barn och ungdomar. Allt fler skolor startar schackklubbar som en del av undervisningen i matematik, och det stigande intresset smittar av sig hos de etablerade schackklubbarna i Sverige. Det har också märkts i Stockholms Schacksällskap som har flera juniorgrupper med träningar två dagar i veckan. I det allsvenska seriesystemet har klubben gått med allt fler lag, och under den gångna säsongen 2014-2015 ställde sällskapet upp med sex lag. Därutöver anordnas klubbtävlingar på tisdagar på Stockholms schacksalonger på Södermalm.